# Roberta Alenius
Roberta Runa Enrica Alenius, född 29 juli 1978 i Finska församlingen i Stockholm, är en svensk jurist. 

## Biografi
Roberta Alenius har tidigare bland annat arbetat som handläggare för Moderaterna i Europaparlamentet och som skattejurist på Ernst & Young. Hon arbetade som presschef hos Fredrik Reinfeldt, då han var Sveriges statsminister.

### Familj
Roberta Alenius var en tid sambo med Fredrik Reinfeldt och de har tillsammans en dotter född 2017.